# UEFA Euro 2008 (joc video)
UEFA Euro 2008 este jocul video oficial dedicat turneului UEFA Euro 2008. Variantele compatibile cu consolele PlayStation 3 și Xbox 360 au fost dezvoltate de către EA Canada. Variantele pentru PSP, PlayStation 2 și PC aparțin HB Studios. Varianta europeană și nord americană au fost lansate pe 18 aprilie, respectiv 20 mai 2008. Comentariile din timpul partidelor aparțin lui Clive Tyldesley și Andy Townsend din partea ITV Sports.

## Echipe[2]
| - Albania - Andorra - Anglia - Armenia - Austria - Azerbaidjan - Belarus - Belgia - Bosnia și Herzegovina - Bulgaria - Cehia - Cipru - Croația - Danemarca | - Elveția - Estonia - Insulele Feroe - Finlanda - Franța - Georgia - Germania - Grecia - Irlanda - Irlanda de Nord - Islanda - Israel - Italia - Kazahstan | - Letonia - Liechtenstein - Lituania - Luxemburg - Macedonia - Malta - Republica Moldova - Muntenegru - Norvegia - Țările de Jos - Polonia - Portugalia - România - Rusia | - San Marino - Scoția - Serbia - Slovacia - Slovenia - Spania - Suedia - Turcia - Țara Galilor - Ucraina - Ungaria |

## Stadioane
Următoarele stadioane existente sunt disponibile în cadrul partidelor. Afară de celor opt stadioane utilizate în cadrul turneului, alte 21 au fost adăugate.
- Allianz Arena, München, Germania
- BayArena, Leverkusen, Germania
- Stadionul Vicente Calderón, Madrid, Spania
- Commerzbank-Arena, Frankfurt, Germania
- Ernst-Happel-Stadion, Viena, Austria
- Estádio do Bessa, Porto, Portugalia
- Estádio do Dragão, Porto, Portugalia
- Estádio da Luz, Lisabona, Portugalia
- Stade Félix Bollaert, Lens, Franța
- Gottlieb-Daimler Stadium, Stuttgart, Germania
- HSH Nordbank Arena, Hamburg, Germania
- Estádio José Alvalade, Lisabona, Portugalia
- Letzigrund, Zürich, Elveția
- Estadio Mestalla, Valencia, Spania
- Millennium Stadium, Cardiff, Țara Galilor
- Olympiastadion, Berlin, Germania
- Parc des Princes, Paris, Franța
- Salzburg Stadion, Salzburg, Austria
- Signal Iduna Park, Dortmund, Germania
- St. Jakob-Park, Basel, Elveția
- Stade de Genève, Geneva, Elveția
- Stade de Gerland, Lyon, Franța
- Stade Vélodrome, Marsilia, Franța
- Stadio Olimpico, Roma, Italia
- Tivoli Neu, Innsbruck, Austria
- Veltins-Arena, Gelsenkirchen, Germania
- Stade de Suisse, Wankdorf, Berna, Elveția
- Wembley Stadium, Londra, Anglia
- Wörtherseestadion, Klagenfurt, Austria

De asemenea, următoarele locații fictive au fost adăugate.
- Athletic Arena
- Athletic Park
- Athletic Stadium
- Civic Arena
- Civic Park
- Civic Stadium
- Municipal Arena
- Municipal Stadium
- National Arena
- National Park
- National Stadium
- Track Stadium

## Coloana sonoră
Următoarele melodii fac parte din coloana sonoră a jocului.
| Artist                      | Melodie                                     | Album                    | Limbă               | Țară          |
| --------------------------- | ------------------------------------------- | ------------------------ | ------------------- | ------------- |
| Carolina Liar               | I'm Not Over                                | Coming to Terms          | Engleză             | SUA           |
| Crystal Castles             | Air War                                     | Crystal Castles          | Engleză             | Canada        |
| Yelle                       | À Cause des Garçons (Riot in Belgium Remix) | Pop Up                   | Franceză            | Franța        |
| The Pigeon Detectives       | I'm Not Sorry                               | Wait for Me              | Engleză             | Anglia        |
| Boys Noize                  | Don't Believe the Hype                      | Oi Oi Oi                 | Engleză             | Germania      |
| Datarock                    | I Used to Dance With My Daddy               | Datarock Datarock        | Engleză             | Norvegia      |
| Ejectorseat                 | Attack Attack Attack                        | Attack Attack Attack     | Engleză             | Anglia        |
| Infected Mushroom           | Becoming Insane                             | Vicious Delicious        | Engleză și spaniolă | Israel        |
| Junkie XL Feat. Electrocute | Mad Pursuit                                 | Booming Back at You      | Engleză             | Țările de Jos |
| Karoshi Bros.               | Love the World                              | Karoshi Bros.            | Engleză             | Anglia        |
| Look See Proof              | Casualty                                    | Between Here and There   | Engleză             | Anglia        |
| The Magic Numbers           | Take a Chance                               | Those the Brokes         | Engleză             | Anglia        |
| Mendetz                     | The Boola Shines In a Pink Neon Room        | Mendetz                  | Engleză             | Spania        |
| Mexicolas                   | Come Clean                                  | X                        | Engleză             | Anglia        |
| Operator Please             | Get What You Want                           | Yes Yes Vindictive       | Engleză             | Australia     |
| Pete and the Pirates        | Come On Feet                                | Little Death             | Engleză             | Anglia        |
| The Features                | I Will Wander                               | Contrast                 | Engleză             | SUA           |
| The Magnificents            | Get It Boy                                  | Year of Explorers        | Engleză             | Scoția        |
| The Young Punx              | Your Music Is Killing Me                    | Your Music Is Killing Me | Engleză             | Anglia        |